# Résolution 46/86 de l'Assemblée générale des Nations unies
La résolution 46/86 de l'Assemblée générale des Nations unies a été adoptée le 16 décembre 1991. Elle révoque la résolution 3379 de novembre 1975, qui décrétait que « le sionisme est une forme de racisme et de discrimination raciale ». Cette révocation a été adoptée par un vote de 111 voix pour, 25 contre et 13 abstentions.

## Présentation
La révocation de la résolution 3379 constituait l'une des conditions d'Israël pour sa participation à la conférence de Madrid de 1991, qui a ouvert la voie aux discussions de paix qui conduisirent aux accords d'Oslo de 1993 et au traité de paix israélo-jordanien de 1994.
Le libellé de la résolution 46/86 est l'un des plus courts dans l'histoire des Nations unies :
« L’Assemblée générale décide d’abroger la décision contenue dans sa résolution 3379 du 10 novembre 1975. »
Le président des États-Unis George H. W. Bush avait lui-même présenté la résolution par ces mots :
« Le sionisme n'est pas une politique ; c'est l'idée qui a conduit à la création d'un foyer pour le peuple juif, à l'État d'Israël. Et assimiler le sionisme avec le péché intolérable revient à déformer l'Histoire et oublier la terrible détresse des Juifs pendant la Seconde Guerre mondiale et, en fait, tout au long de l'Histoire. Assimiler le sionisme au racisme revient à rejeter Israël lui-même, un membre en règle des Nations unies. Cette organisation ne peut prétendre rechercher la paix et en même temps défier le droit d'Israël d'exister. En révoquant inconditionnellement cette résolution, les Nations unies rehausseront leur crédibilité et serviront la cause de la paix. »
En dépit de sa révocation, la rhétorique de la résolution 3379 assimilant le sionisme au racisme continue d'être portée dans des assemblées de l'ONU, comme la conférence de Durban contre le racisme en 2001 et dans la campagne de boycott, désinvestissement et sanctions (BDS).

## Résultats détaillés du vote

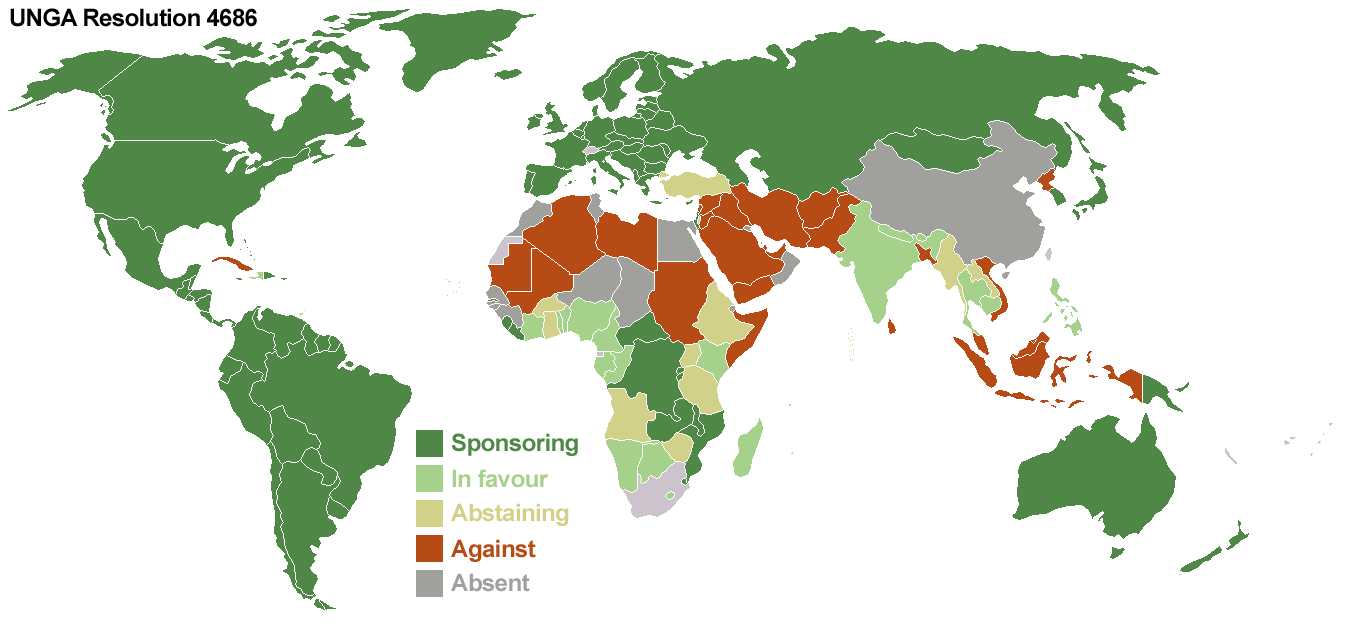
Vert : pays soutenant la résolution.
Vert pâle : pays ayant seulement voté pour.
Beige : abstention.
Rouge : contre la résolution.
Gris : absents lors du vote.

Soutenue par : Albanie, Allemagne, Antigua-et-Barbuda, Argentine, Australie, Autriche, Bahamas, Barbade, Belgique, Belize, Biélorussie, Bolivie, Brésil, Bulgarie, Burundi, Canada, Chili, Chypre, Colombie, Corée du Sud, Costa Rica, Danemark, Dominique, Équateur, Espagne, Estonie, États-Unis, Finlande, France, Gambie, Grèce, Grenade, Guatemala, Guyana, Honduras, Hongrie, Îles Marshall, Îles Salomon, Irlande, Islande,  Israël, Italie, Jamaïque, Japon, Lettonie, Liberia, Liechtenstein, Lituanie, Luxembourg, Madagascar, Malte, Malawi, Mexique, États fédérés de Micronésie, Mongolie, Mozambique, Nouvelle-Zélande, Nicaragua, Norvège, Panama, Papouasie-Nouvelle-Guinée, Paraguay, Pays-Bas, Pérou, Pologne, Portugal, République centrafricaine, République dominicaine, Roumanie, Royaume-Uni, Rwanda, Sainte-Lucie, Saint-Christophe-et-Niévès, Saint-Vincent-et-les-Grenadines, Salvador, Samoa, Sierra Leone, Singapour, Suriname, Swaziland, Suède, Tchécoslovaquie, Ukraine, Union soviétique, Uruguay, Venezuela, Yougoslavie, Zaïre, Zambie.
Pour : (111) Tous les pays précédents, plus : Bénin, Bhoutan, Botswana, Cambodge, Cameroun, Cap-Vert, République du Congo, Côte d'Ivoire, Fidji, Gabon, Haïti, Inde, Kenya, Lesotho, Madagascar, Namibie, Népal, Nigeria, Philippines, Sao Tomé-et-Principe, Seychelles, Thaïlande, Togo.
Contre : (25) Afghanistan, Algérie, Arabie saoudite, Bangladesh, Brunei, Corée du Nord, Cuba, Émirats arabes unis, Indonésie, Irak, Iran, Jordanie, Liban, Libye, Malaisie, Mali, Mauritanie, Pakistan, Qatar, Somalie, Sri Lanka, Soudan, Syrie, Viêt Nam, Yémen.
Abstentions : (13) Angola, Birmanie, Burkina Faso, Éthiopie, Ghana, Laos, Maldives, Maurice, Ouganda, Trinité-et-Tobago, Turquie, Tanzanie, Zimbabwe.
Absents : (15) Bahreïn, Chine populaire, Comores, Djibouti, Égypte, Guinée, Guinée-Bissau, Koweït, Maroc, Niger, Oman, Sénégal, Tchad, Tunisie, Vanuatu.